# Троицкое (Киевская область)
Троицкое (укр. Троїцьке, до 2016 г. — Довгалевское) — село, входит в Ракитнянский район Киевской области Украины.
Население по переписи 2001 года составляло 424 человека. Почтовый индекс — 09632. Телефонный код — 4562. Занимает площадь 20 км². Код КОАТУУ — 3223784502.

## История
В 1936 году указом ПВС УССР село Троицкое переименовано в село имени товарища Довгалевского.

## Известные уроженцы
- Бурлака, Фёдор Николаевич (1902—1972) — украинский советский писатель.

## Местный совет
09631, Київська обл., Рокитнянський р-н, с. Острів, вул. Леніна